# بيث غرين
بيث غرين (بالإنجليزية: Beth Green)‏ هي مصورة أمريكية، ولدت في 1949.